# Benatae
Benatae ist ein südspanischer Ort und eine Gemeinde (municipio) mit insgesamt 429 Einwohnern (Stand: 2024) im Süden der Provinz Jaén in der autonomen Region Andalusien. Neben dem Hauptort Benatae besteht die Gemeinde aus Las Fuentes, Puente Honda und La Sierra.

## Lage
Benatae liegt in der Sierra de Segura gut 150 km (Fahrtstrecke) nordöstlich der Provinzhauptstadt Jaén in einer Höhe von ca. 840 m.
Das Klima im Winter ist gemäßigt, im Sommer dagegen warm bis heiß; die relativ geringen Niederschlagsmengen (ca. 602 mm/Jahr) fallen – mit Ausnahme der nahezu regenlosen Sommermonate – verteilt übers ganze Jahr.

## Bevölkerungsentwicklung
| Jahr      | 1970  | 1980 | 1990 | 2000 | 2010 | 2020 |
| --------- | ----- | ---- | ---- | ---- | ---- | ---- |
| Einwohner | 1.159 | 792  | 608  | 550  | 550  | 442  |

Der deutliche Bevölkerungsrückgang in der zweiten Hälfte des 20. Jahrhunderts ist im Wesentlichen auf die Mechanisierung der Landwirtschaft und den damit einhergehenden Verlust an Arbeitsplätzen zurückzuführen.

## Sehenswürdigkeiten
- Burgruine von El Cardete
- Kirche Mariä Himmelfahrt (Iglesia de Nuestra Señora de la Asunción)

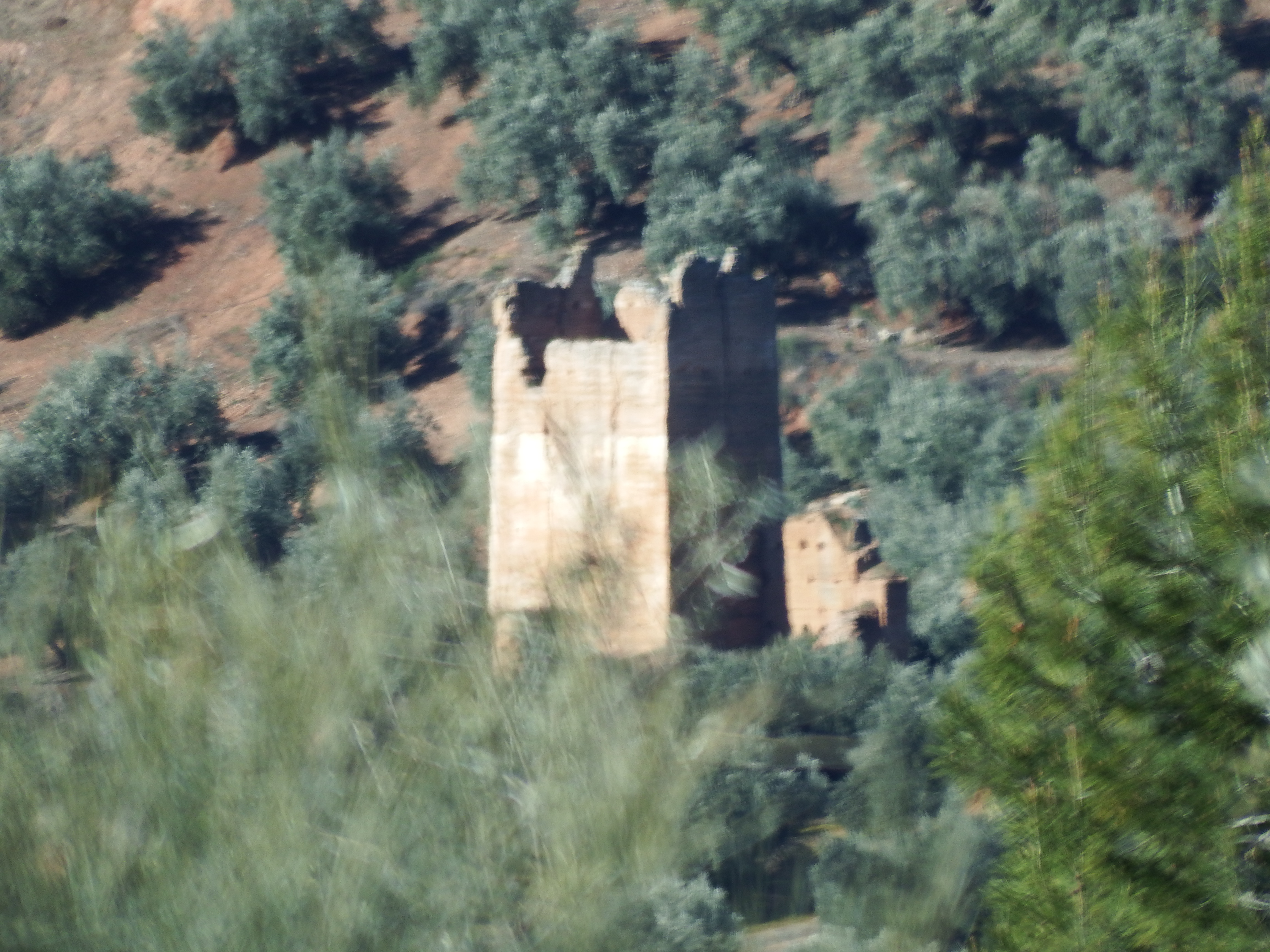
Reste der Burganlage von El Cardete
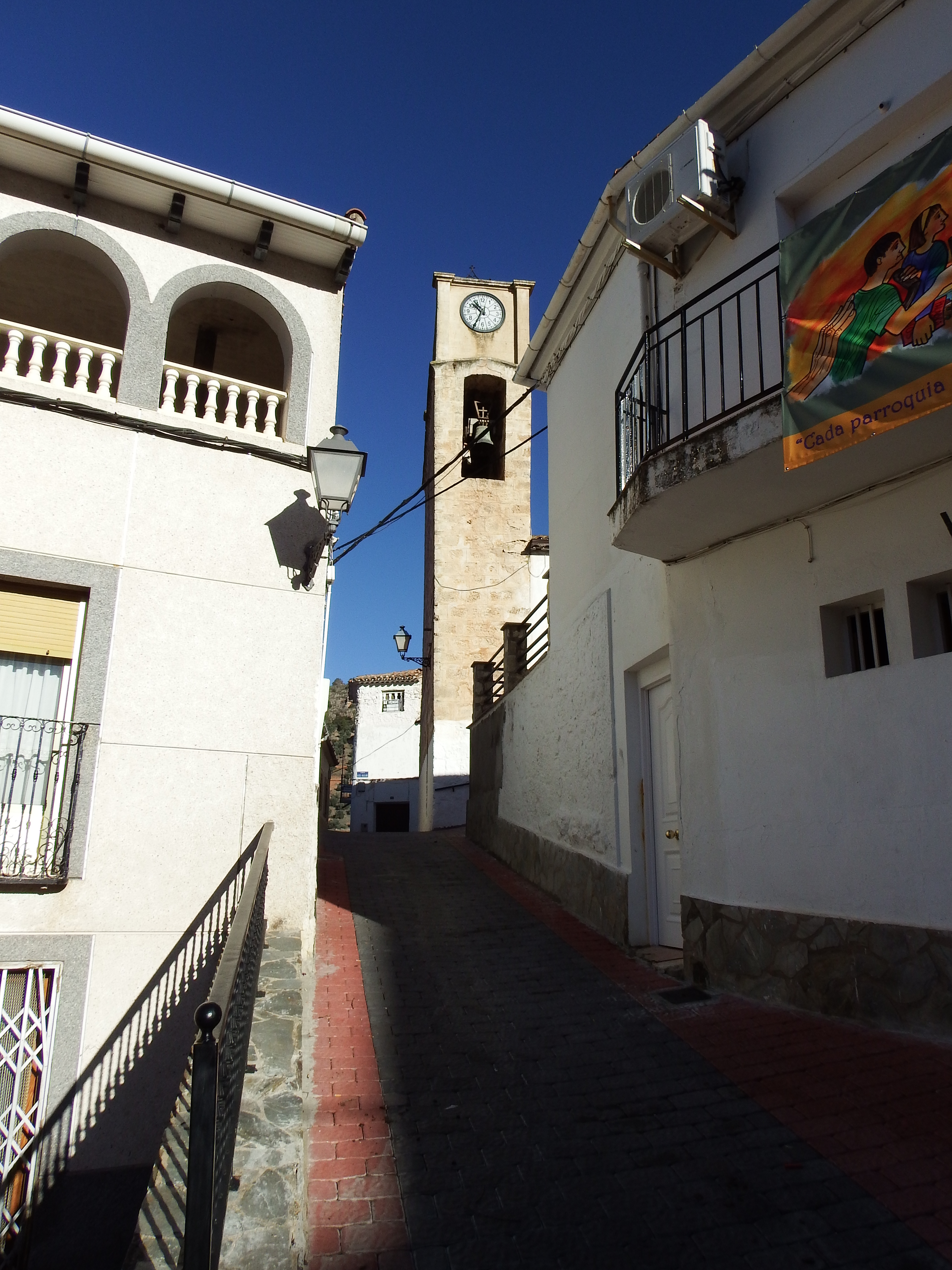
Kirche Mariä Himmelfahrt
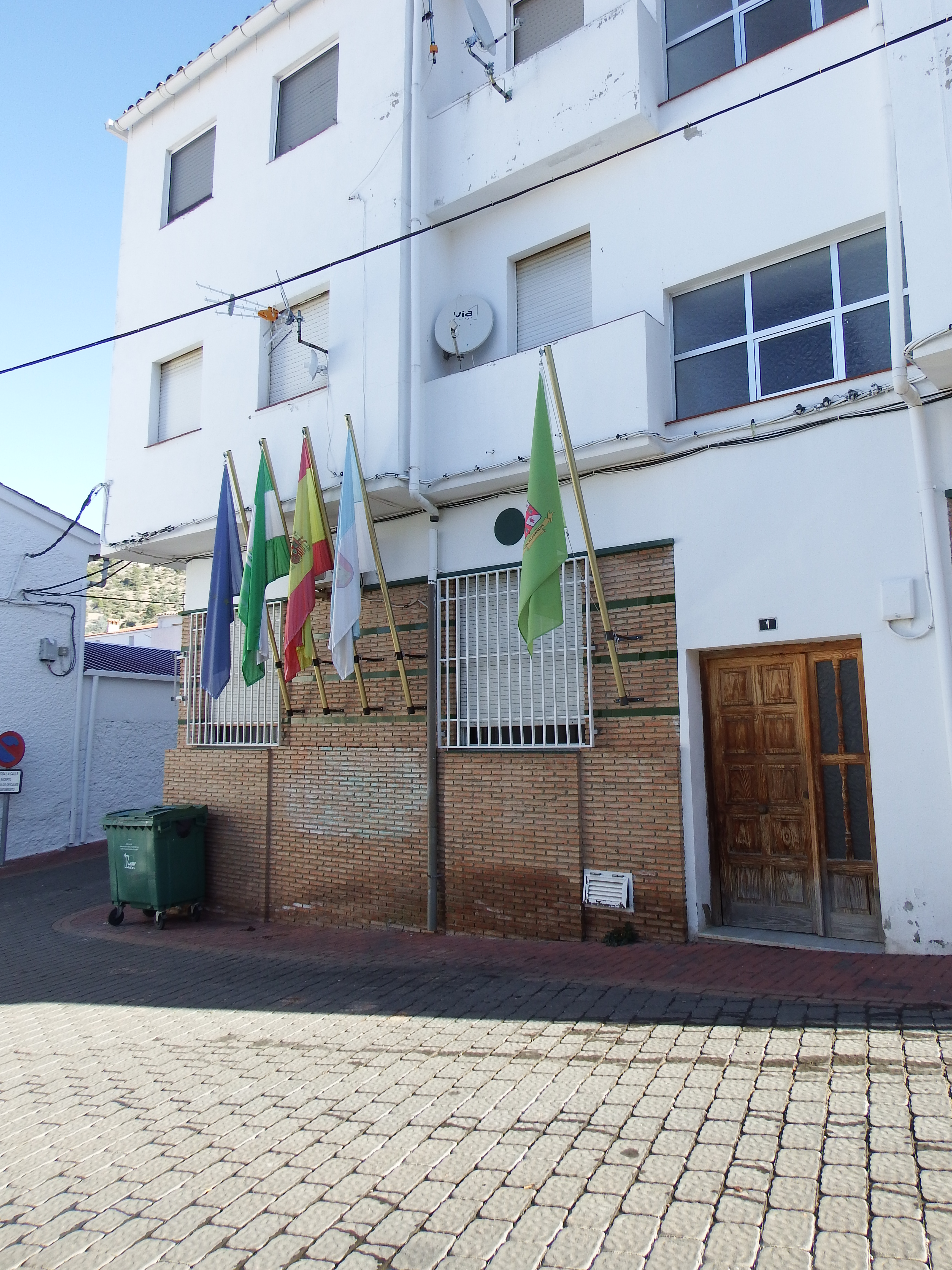
Rathaus